# Torrefarrera
Torrefarrera là một đô thị trong tỉnh Lérida, cộng đồng tự trị Cataluña Tây Ban Nha. Đô thị Torrefarrera có diện tích là 23,48 ki-lô-mét vuông, dân số năm 2009 là 4151 người với mật độ 176,79 người/km². Đô thị Torrefarrera có cự ly 6,9 km so với tỉnh lỵ Lérida.